# Centrale Montemartini

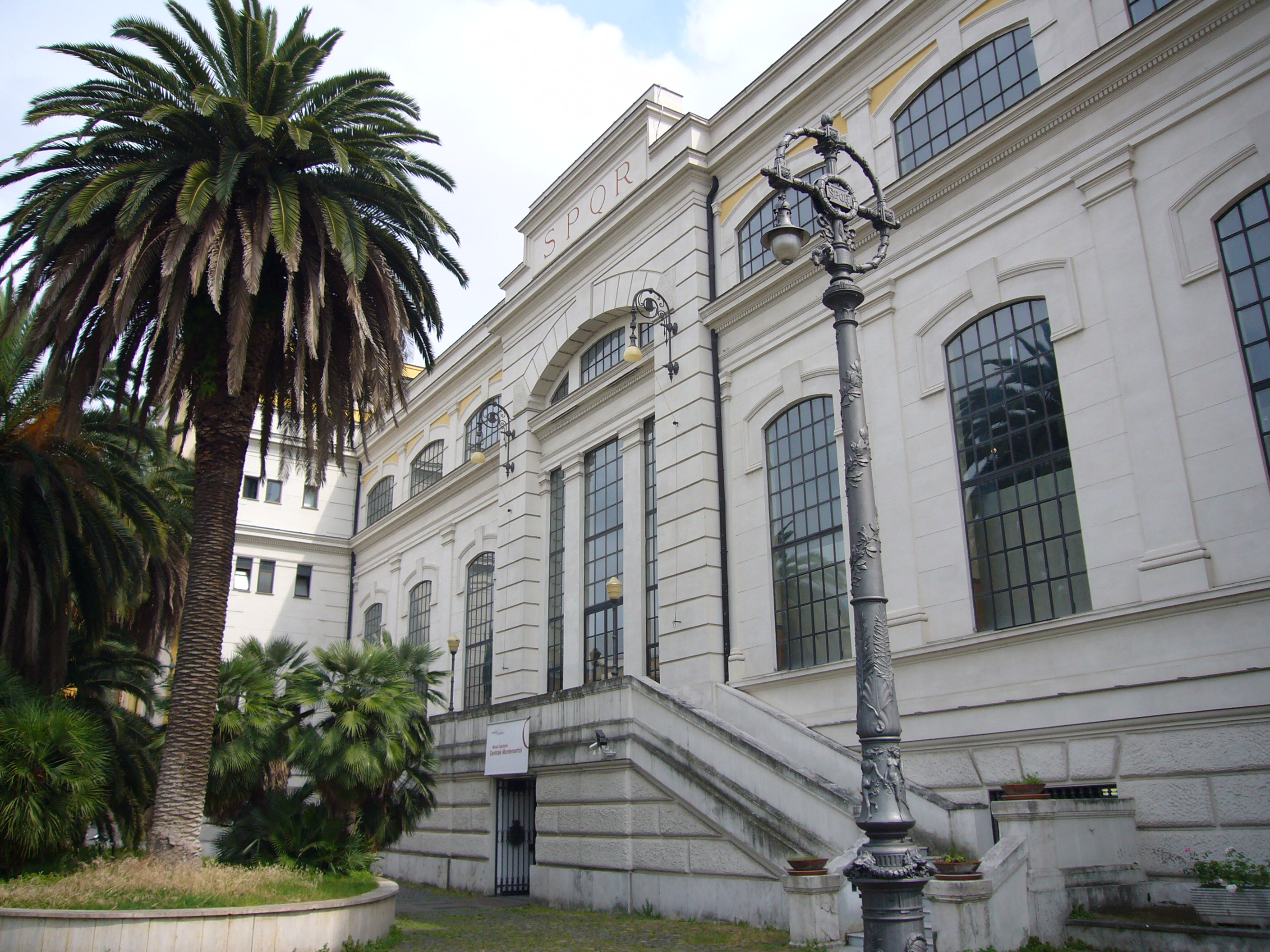
Façade de la Centrale Montemartini

La Centrale Montemartini est une ancienne centrale thermique de Rome, construite dans la première moitié du XXe siècle et située dans le quartier d'Ostiense, désaffectée et transformée en musée archéologique depuis 1997. Sur fond d'archéologie industrielle, elle abrite environ 400 statues romaines, ainsi que des épitaphes et des mosaïques précédemment exposées dans les musées du Capitole ou conservées dans les grands dépôts de la ville.
Située via Ostiense, elle a été inaugurée le 30 juin 1912 et est devenue la première usine de production d'électricité de la Compagnie municipale d'électricité (ancêtre d'Acea). Nommée d'après l'ancien conseiller Giovanni Montemartini, décédé dans la salle du conseil lors d'un débat en 1913, l'usine a été désaffectée en 1963. Après une trentaine d'années d'abandon et d'utilisations diverses, les espaces de l'usine ont été restaurés par Acea et ont commencé à accueillir le deuxième pôle des Musées du Capitole à partir de 1997.

## Histoire

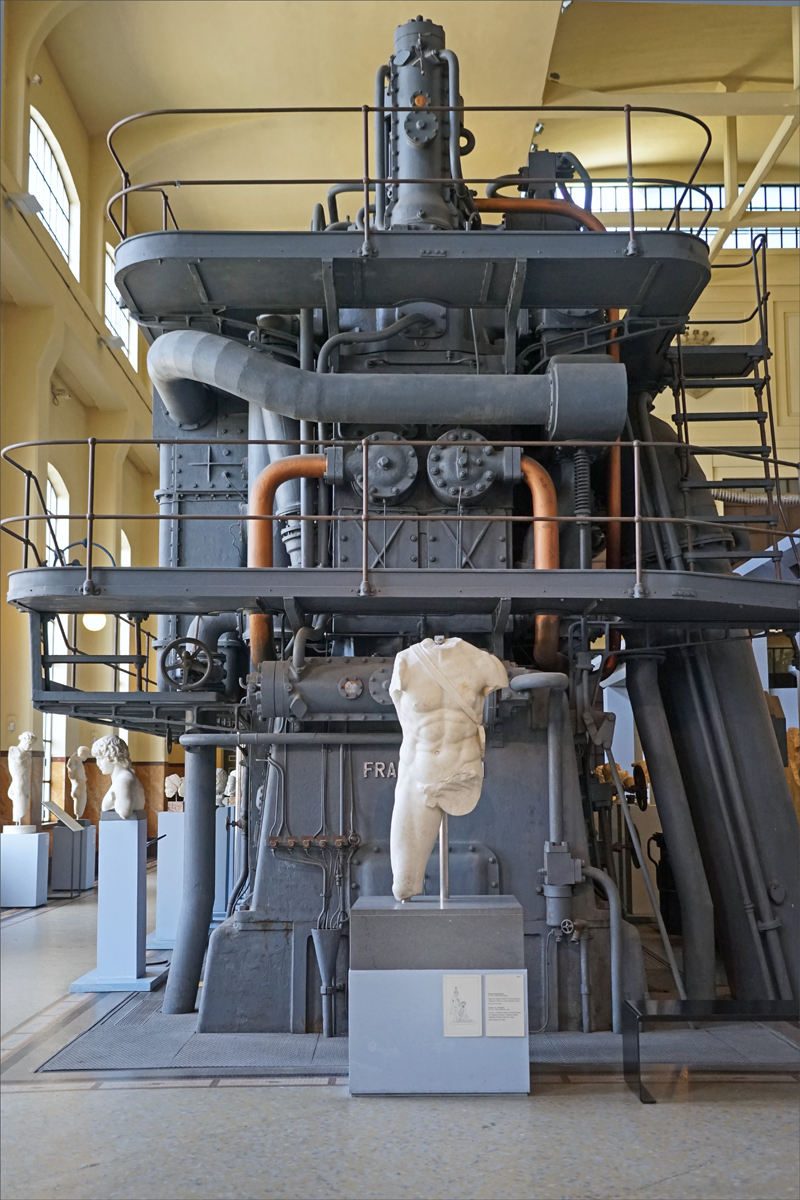
Musée de la centrale Montemartini (Rome).

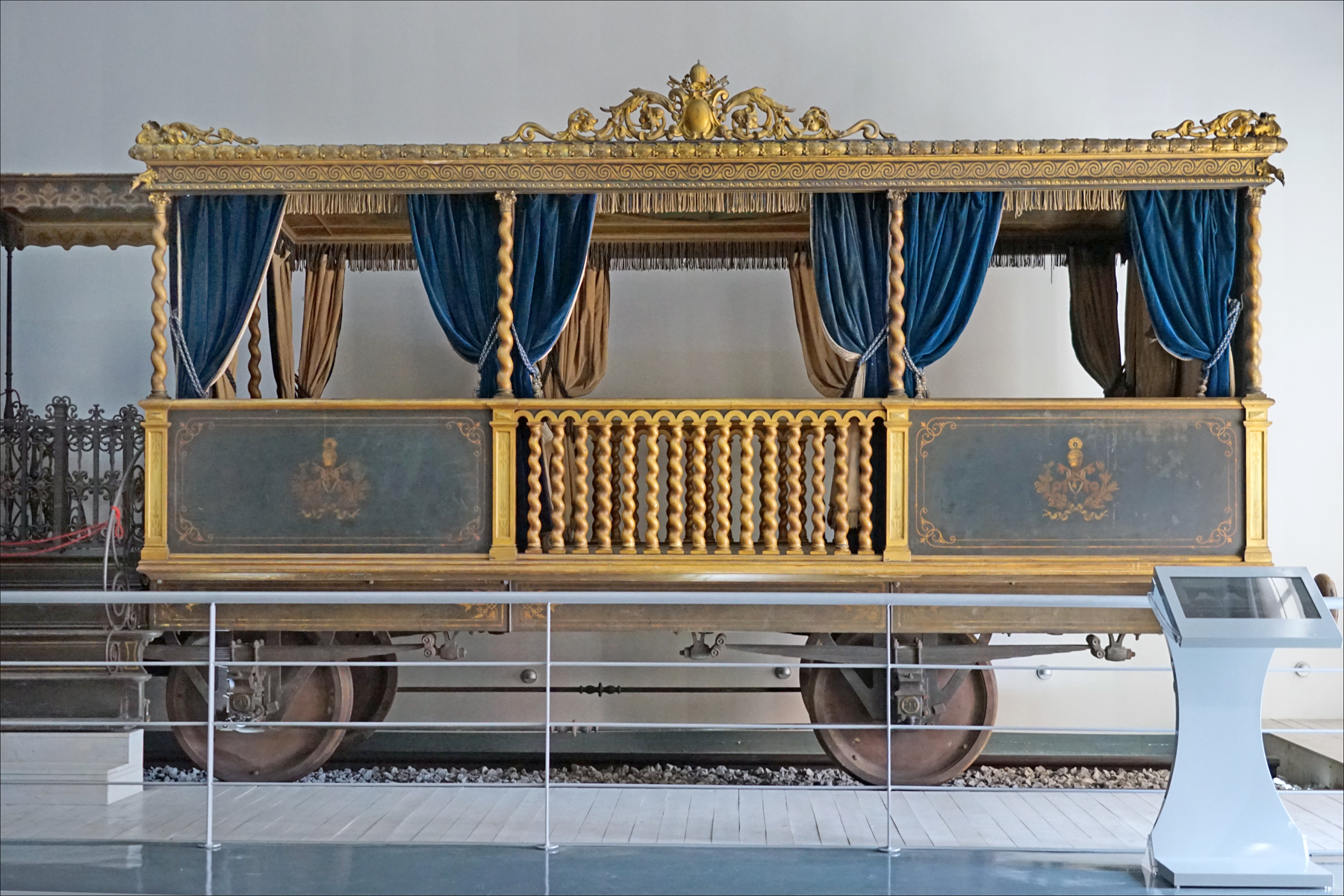
Wagon-loggia des bénédictions du pape Pie IX.

La centrale, construite sur un terrain de près de 20.000 m², inaugurée en juin 1912, présentait la particularité d'être la propriété de la ville de Rome et non celle d'une compagnie privée. C'était la première usine de production d'électricité de la nouvelle compagnie municipale d'électricité (AEM). Le projet, né en 1908, faisait partie du programme électoral du Blocco Popolare (bloc populaire) d'Ernesto Nathan, élu maire en 1908, et avait été approuvé par un référendum municipal en 1909. De type mixte vapeur-Diesel, elle bénéficiait d'une situation privilégiée, sur la rive gauche du Tibre pour son approvisionnement en eau, et proche du chemin de fer et de la route d'Ostie, axe central de circulation, en dehors de la barrière d'octroi, donc exempt des taxes sur le combustible. La zone sur laquelle la centrale électrique a été construite avait une vocation industrielle, comme en témoigne l'implantation des marchés généraux et du gazomètre de Rome. En 1913, elle prit le nom de l'un des principaux artisans de sa construction, l'économiste Giovanni Montemartini, auteur d'un livre sur la Municipalisation des services publics, assesseur au Technologico, qui au sein du Conseil communal, en conçut le projet dans ses différents aspects, techniques et politiques, dans le cadre de la municipalisation des services et de leur décentralisation au cœur du quartier industriel en cours de formation. Principal théoricien de la municipalisation en Italie et en particulier à Rome, il est décédé lors d'un débat au conseil municipal en 1913.
À l'intérieur, deux turbines à vapeur avec des chaudières garantissaient un service continu tandis que des moteurs diesel fabriqués par la société Franco Tosi Meccanica SpA de Legnano étaient activés aux heures de pointe de consommation, garantissant une production plutôt efficace par rapport aux besoins de consommation de la ville. L'énergie produite assurait l'éclairage de plus de la moitié des rues et des places de la ville. Dans les années 1930, la centrale fut plus ou moins nationalisée par le gouvernement fasciste, agrandie et inaugurée une nouvelle fois par Benito Mussolini, à l'occasion du remplacement, le 21 avril 1933, de ses moteurs Diesel Tosi par deux moteurs Diesel de 7500 CV fournis par le même constructeur Franco Tosi, faisant passer la capacité de production de 4 000 à 11 000 kW pour répondre aux nouveaux besoins des usages publics et privés.
Un réaménagement fut également décidé dans la perspective d'une Exposition universelle prévue pour 1942, dont la centrale devait fournir l'électricité, et la demande accrue d'électricité qui en découlait. Il est décidé d'installer une troisième turbine à vapeur, capable de développer une puissance de 20 000 kW, équipée de deux chaudières Tosi de 45 atm, nécessitant la construction d'une nouvelle chaufferie. Les travaux furent interrompus par la Seconde Guerre mondiale et ne furent menés à bien qu'en 1952. Ils achevèrent de donner à la centrale sa configuration actuelle.
Pendant la Seconde Guerre mondiale, la centrale a échappé aux bombardements alliés et au sabotage nazi. Elle est restée la seule centrale électrique sur laquelle la ville pouvait compter.
Néanmoins, les équipements de la centrale se sont avérés rapidement obsolètes, obérés par les coûts de maintenance devenus prohibitifs du fait de sa dimension ; l'installation est abandonnée au milieu des années 1960. Dans les années suivantes, les espaces sont abandonnés ou utilisés comme entrepôts et l'idée est avancée de démolir le complexe. A la fin des années 1980, l'Acea opte pour une restauration du bâtiment : la salle des machines et la chaufferie sont transformées en espaces d'exposition, une partie du la machinerie étant réinstallée à son emplacement d'origine (dont une turbine à vapeur de 1917 et les gros moteurs diesel), tandis que les pièces restantes deviennent des bureaux, des laboratoires et des entrepôts,, à usage corporatif et culturel. Le réaménagement sauve ce monument du patrimoine industriel de la ville.
Restaurée en 1989–1990, la centrale Montemartini accueille en 1997 une exposition temporaire intitulée « Sculptures de l'Ancienne Rome. Les collections des musées du Capitole à la centrale électrique Montemartini » : les musées du Capitole sont alors en rénovation, ce qui exige la mise en réserve d'une bonne partie des collections. L'exposition vise à en montrer une partie resituée dans son décor architectural originel, comme celui du temple d'Apollon Sosianus. La reconstitution de vastes ensembles monumentaux exigea de grands espaces tels que ceux qu'offre la centrale Montemartini. Les conservateurs du musée prennent également le pari de maintenir les principaux équipements de la centrale : chaudières, turbines, générateurs, etc. La juxtaposition des œuvres d'art antiques et de l'architecture industrielle moderne connait un grand succès, qui pousse à transformer la centrale en musée permanent, élément à part entière du complexe des musées du Capitole.
En 2016, le centre s'agrandit encore avec l'ouverture d'une salle où sont conservés les wagons du train du pape Pie IX.
La façade monumentale de la centrale est flanquée de deux réverbères imposants en fonte de Diulio Cambellotti, symbole historique de l'éclairage urbain.

## Collections
La plupart des œuvres exposées sont constituées de pièces provenant de fouilles effectuées après le Risorgimento, en particulier de fouilles dans  l'ancien horti romain. L'arrangement de l'exposition met en évidence la zone où les découvertes ont été trouvées et est divisé en trois thèmes principaux :
- la République romaine (la sphère religieuse et funéraire, l'introduction du luxe dans la sphère privée, le portrait), dans la salle des Colonnes ;
- le centre monumental de Rome (zone du Cirque Flaminius, du temple d'Apollon Sosianus, du Capitole, la zone sacrée du Largo di Torre Argentina, le théâtre de Pompée), dans la salle des Machines ;
- les jardins, les résidences impériales et les domus (horti dell' Esquilino, Jardins de Salluste, horti Spei Veteris à la Porta Maggiore, mosaïque du jardins Liciniani à proximité de l'église Santa Bibiana), dans la salle des Chaudières.

L'exposition se caractérise par l'entrelacement d'images d'archéologie classique et d'images d'archéologie industrielle, avec la machinerie de l'usine comme toile de fond des sculptures (ou inversement, selon les points d'observation à l'intérieur de la salle). La présence inquiétante des deux gigantesques et désormais silencieux moteurs Diesel de la centrale, dont chacun est solidaire d'un alternateur, est très suggestive, tous symboles de ce siècle qui a vu l'avènement de la plupart des technologies les plus extraordinaires de l'ère moderne.
L'objectif de cette présentation est d'illustrer pour la première fois la recomposition de complexes architecturaux qui n'avaient jusqu'à présent jamais été examinés dans leur ensemble, de manière à reconstruire le programme iconographique antique correspondant, ainsi que le climat culturel au sein duquel il est né. Ces critères ont permis de tester dans la Centrale Montemartini différentes solutions d'exposition, qui ont été au moins en partie reprises dans les salles du Capitole, au terme des travaux de restauration.

### Salle des colonnes

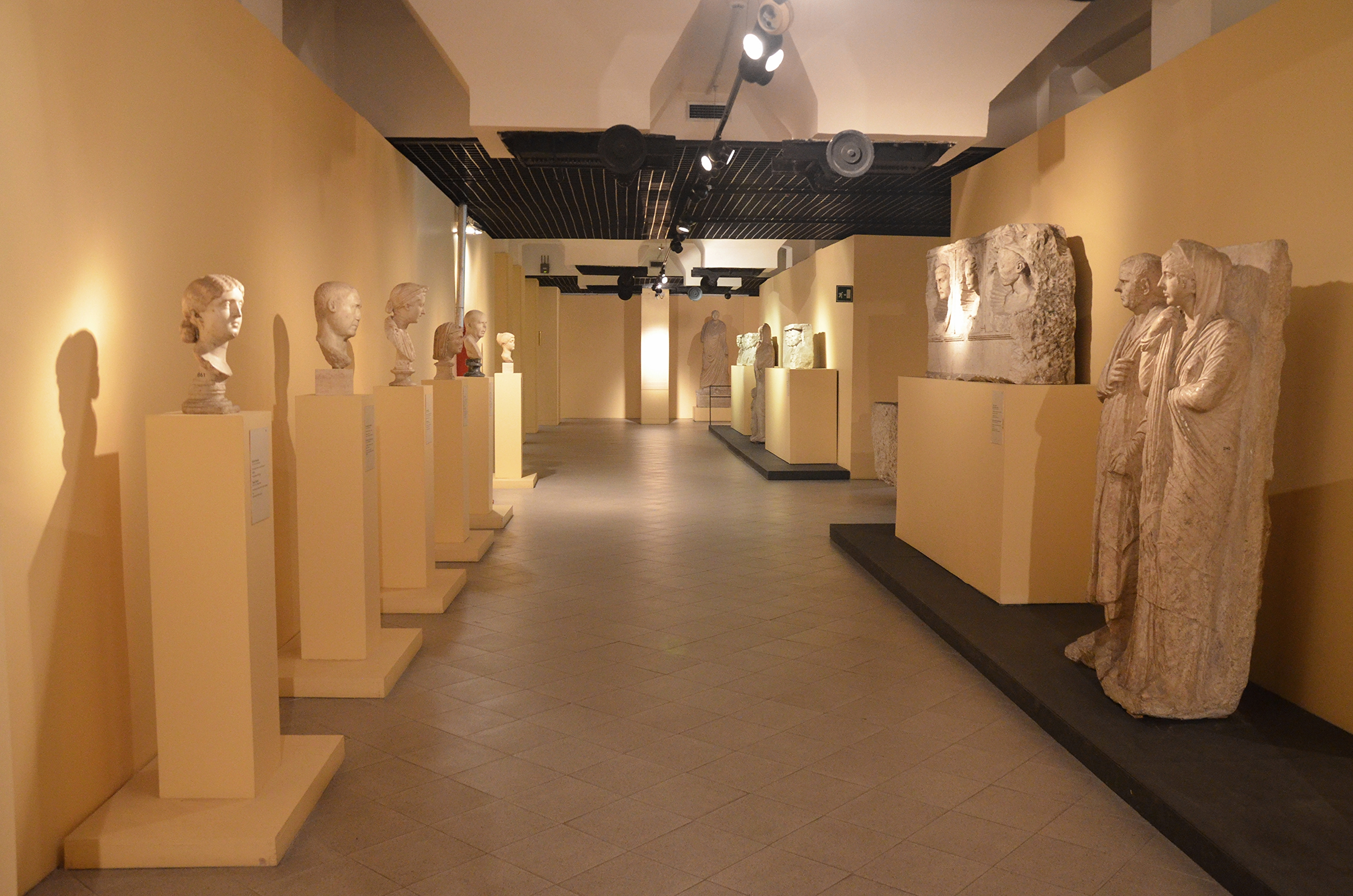
Portraits de personnages illustres et de protagonistes de la vie politique à la fin du

La salle située au rez-de-chaussée, est divisée par des piliers en ciment armé qui soutiennent les chaudières placées au niveau supérieur ; les scories du charbon qui alimentaient les chaudières étaient convoyées dans les trémies, entonnoirs tronco-pyramidaux ouverts au plafond, encore visibles aujourd'hui. De là, les déchets de combustion étaient recueillis dans les wagonnets sur rails et portés à l'extérieur pour être utilisés comme drainage de parcs et de jardins.
L'exposition illustre le monde culturel de l'époque républicaine par des témoignages archéologiques révélateurs du climat de grandes conquêts militaires et des campagnes de propagande animées, comme  il est possible de lire sur une fresque provenant d'une tombe de l'Esquilin.
Plusieurs sculptures en pépérin qui décoraient un temple d'Hercule sur la via Tiburtina, dédié par Marcus Minucius Rufus (consul en -221) en 217 av. J.-C. à la suite de sa victoire sur Hannibal Barca, témoignent du tournant de monumentalisation de la ville avec la dédicace d'édifices religieux de la part des plus célèbres généraux de la fin de l'époque républicaine.
Au fond, une petite salle vise à résumer les modifications sociales importantes intervenues à l'occasion des grandes conquêtes de l'Orient grec, avec l'introduction dans la vie privée de meubles, de mosaïques et d'objets qui s'imposent comme symboles du pouvoir pour une classe sociale émergente que le butin de guerres et prébendes militaires enrichissaient encore davantage. Des urnes cinéraires en albâtre égyptien prisé, des lits en bronze marqueté et en ivoire, des mosaïques du plus grand raffinement témoignent du statut social de leur propriétaire.
Une longue galerie de portraits privés exprime l'individualisme marqué et le souci d'autoreprésentation d'une société en crise. Esclaves affranchis orgueilleux d'être citoyens romains et membres de la petite bourgeoisie se font portraiturer dans des poses austères et majestueuses comme le montre bien, avec de nombreux portraits et reliefs de tombes de famille, la statue de l'Homme en toge Barberini.
La présentation s'achève sur les portraits de personnages illustres et de protagonistes de la vie politique à la fin du Ier siècle av. J.-C., Jules César, Auguste, Marcus Vipsanius Agrippa et Virgile.

#### Fresque provenant de la tombe des Fabii

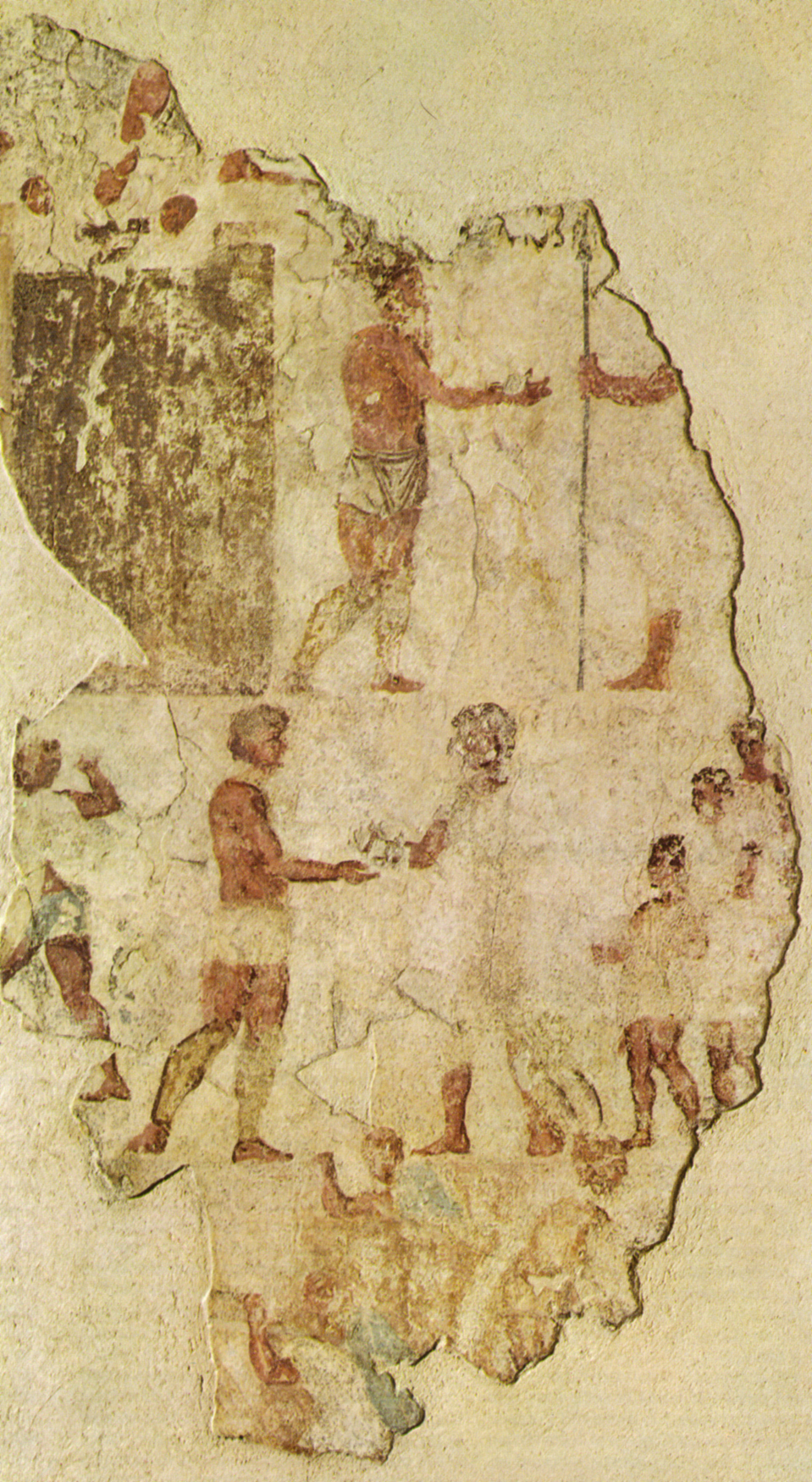
Fresque provenant de la tombe des Fabii

Cette fresque reflète l'esprit des peintures triomphales portées en procession à Rome à la suite du général victorieux ; avec le butin de guerre que le cortège menait jusqu'au temple de Jupiter capitolin, elles illustraient, sous forme de récit continu, le déroulement des campagnes militaires. Le maître de ce genre artistique, entre la fin du IVe et le début du IIIe siècle av. J.-C., fut Fabius Pictor, qui appartenait à la puissante famille des Fabii, peut-être comme le propriétaire de cette tombe.
Les entreprises militaires du défunt, peut-être relatives à un épisode des guerres samnites de la première moitié du IIIe siècle av. J.-C., se disposent sur quatre registres ; Quintus Fabius et Marcus Fannius, représentés dans la partie centrale, en sont les protagonistes.

#### Statue en pépérin de femme avec enfants

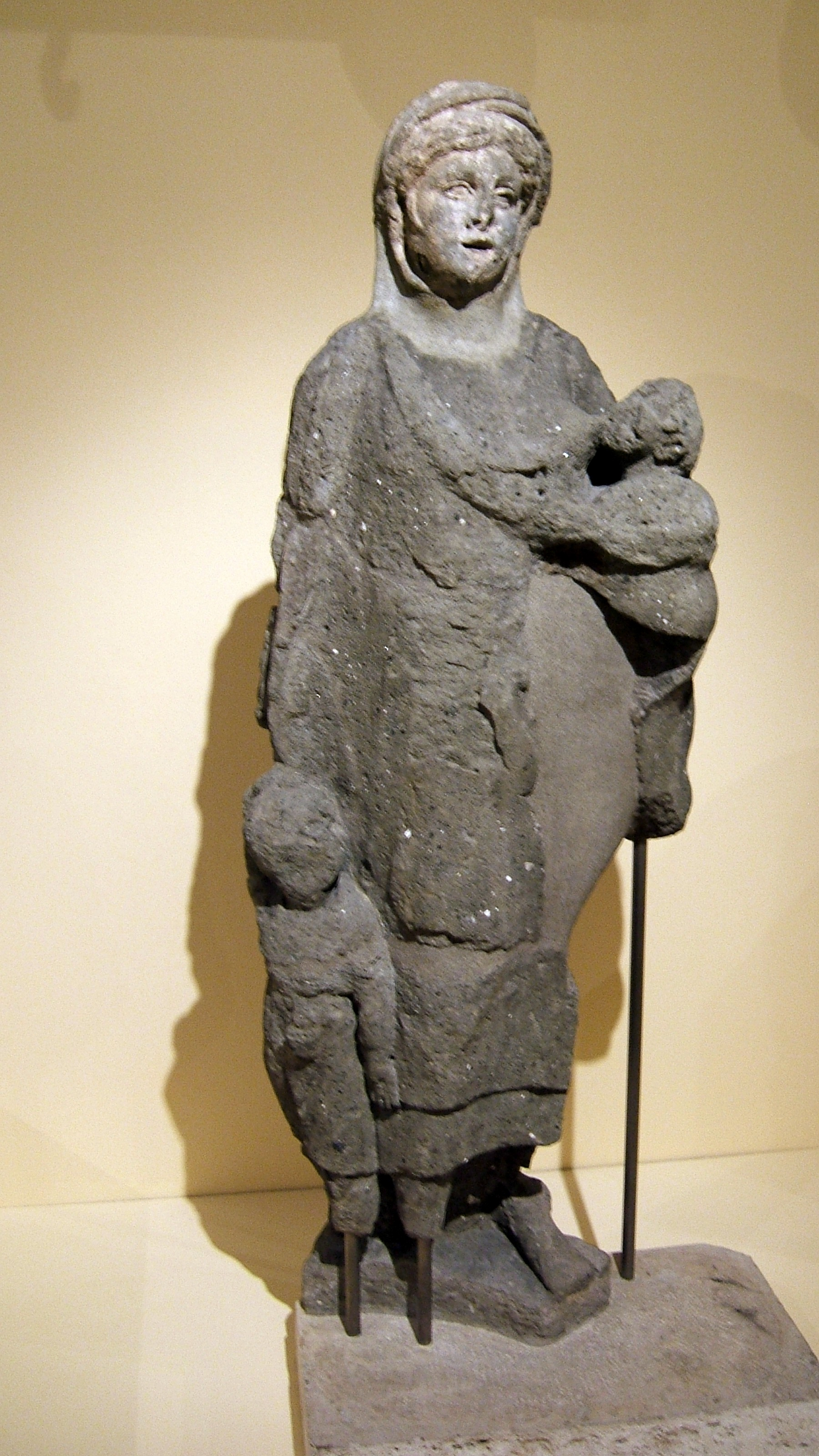
Statue en pépérin de femme avec enfants.

Cette statue, avec les têtes d'un Barbare et de deux hommes présentant des traits fortement pathétiques, faisait partie de la décoration d'un édifice religieux, peut-être le temple d'Hercule sur la via Tiburtina, également mentionné sur un monument votif dédié par Marcus Minucius Rufus, revenu vainqueur d'un bataille contre Hannibal en 217 av. J.-C.. La figure féminine, dont la pose est celle d'une nourrice, peut être interprétée comme une Barbare qui devait faire partie d'une scène de bataille plus complexe, évoquant une grande victoire des Romains, peut-être précisément, celle de Marcus Minucius Rufus.

#### Lit en bronze d'une tombe d'Amiternum
Cet objet provenant d'une tombe d'Amiternum, imite les somptueux lits de parade des souverains hellénistiques par sa forme élégante et raffinée, ainsi que par son décor à marqueterie de plaquettes d'argent et de cuivre. Le thème végétal et les représentations de Dionysos et de son cortège suggèrent l'assimilation du passage au monde de l'au-delà à l'ivresse du vin et des joies dionysiaques. Il peut être daté entre la fin du Ier siècle av. J.-C. et le début du siècle suivant.

#### Mosaïque à paysage marin

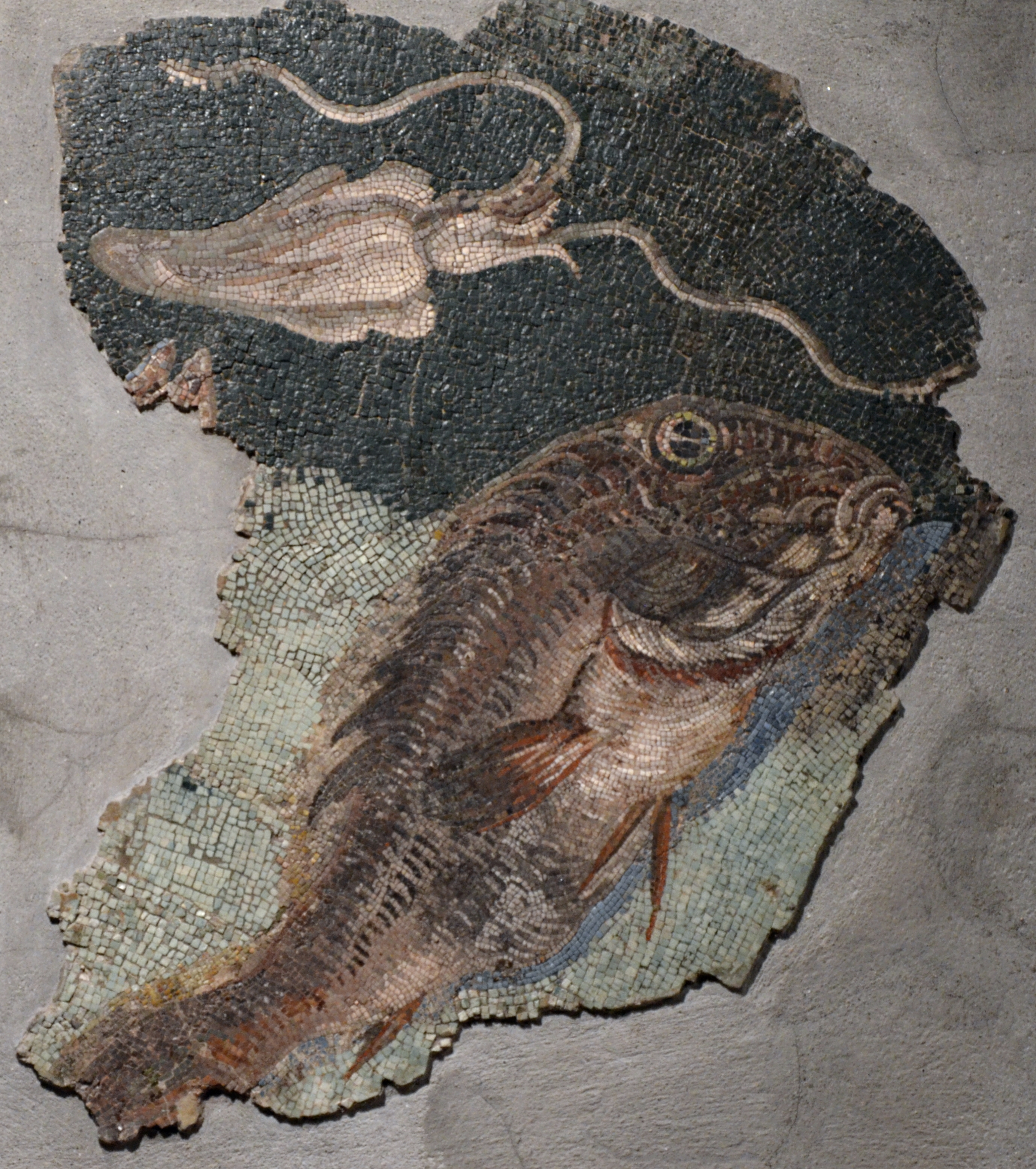
Mosaïque avec des scènes marines.

Cette mosaïque décorait le piscine de la salle thermale d'une maison de la fin du IIe ou du début du Ier siècle av. J.-C., découverte près de San Lorenzo in Panisperna. De très fines tesselles, dont certaines en pâte de verre, figurent avec une délicate sensibilité naturaliste différentes espèces de poissons, et la lutte entre une langouste et une seiche. La scène centrale était bordée par une frise de rinceaux d'acanthes, peuplées d'oiseaux, de canards et d'insectes.

#### Homme en toge Barberini

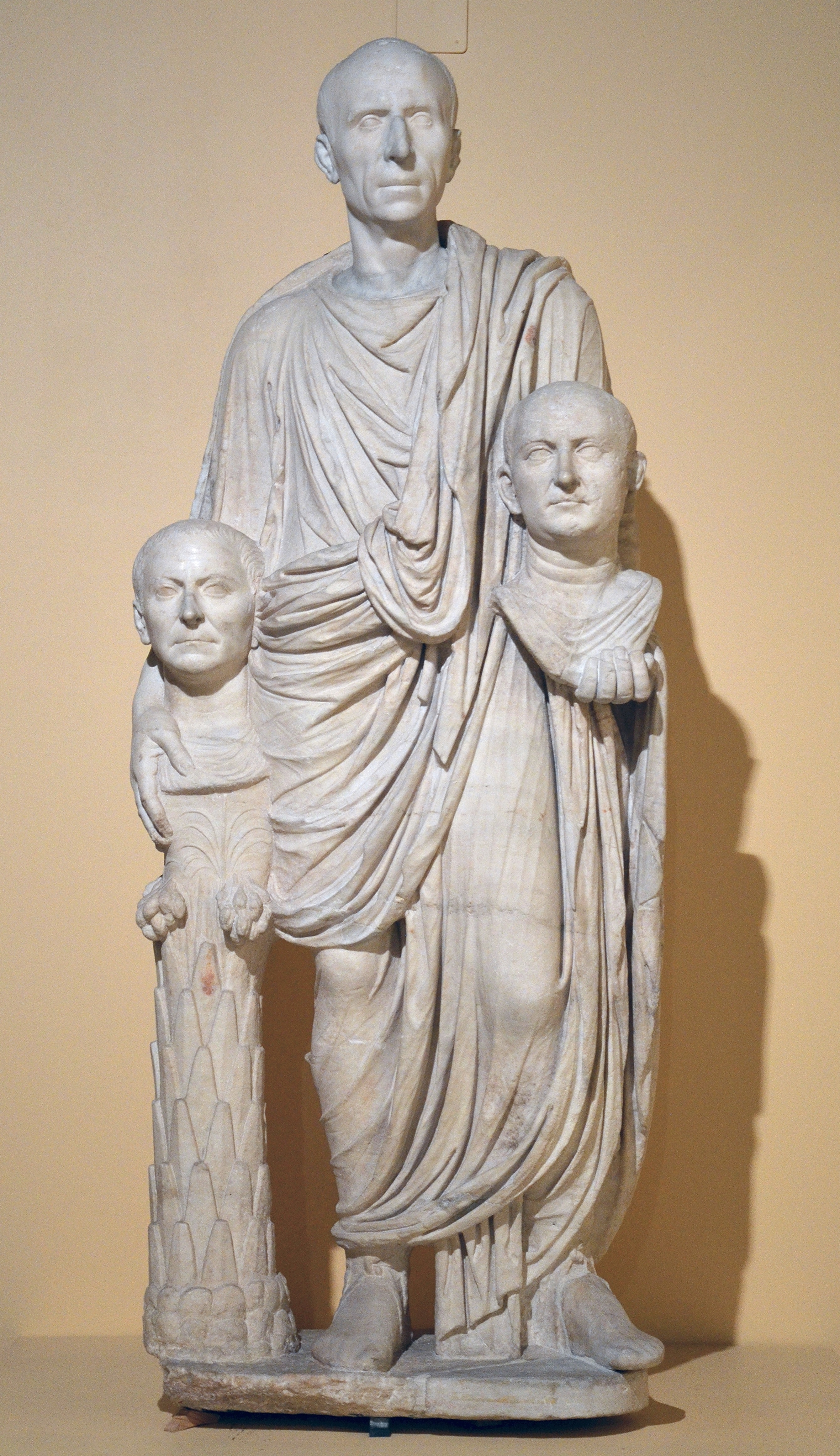
Statue de l'Homme en toge Barberini.

Cette représentation évoque une ancienne tradition qui réservait aux familles patriciennes le privilège de faire réaliser en cire le portrait de leurs ancêtres, de les conserver dans leurs maisons et de les porter en procession à l'occasion de cérémonies publiques et privées. Pour se créer un arbre généalogique, le commanditaire de cette statue a voulu se faire représenter tandis qu'il porte orgueilleusement le portrait de son grand-père (50-40 av. J.-C.) dans sa main droite, et celui de son père (20-15 av. J.-C.) dans sa main gauche. La tête est antique, mais n'appartient pas à la statue, à laquelle elle fut ajoutée lors de son entrée dans la collection de la famille Barberini.

### Salle des Machines
L'espace est partagé en nefs par deux gigantesques moteurs Diesel. Au sol, le périmètre des machines est souligné par des bordures de mosaïque polychrome, et les murs décorés d'une plinthe en faux marbre qui porte un décor de festons peints, tandis que l'éclairage est assuré par des lampadaires en fonte bleue. La salle restitue le caractère grandiose des complexes architecturaux de l'aire monumentale.
Une galerie de divinités, dominée par une imposante statue d'Athéna, conduit vers la reconstitution de temple d'Apollon Sosianus, placée en position privilégiée sous le char pont, pour évoquer la grande œuvre de rénovation de la ville et de restauration des édifices religieux réalisée par l'empereur Auguste qui fit reconstruire 82 temples.
Au-delà du fronton, dans un espace délimité, dont le fond est fermé par une verrière où s'entrevoient des entrepôts industriels abandonnés, il est possible de pénétrer à l'intérieur du temple : un des édicules qui décoraient son ordre inférieur et la grande frise supérieure qui représente des scènes du triple triomphe d'Auguste, y sont reconstruits. Certains des monuments les plus significatifs du Capitole ont été recomposés de l'autre côté de la salle, notamment ceux qui se trouvaient autour du temple de Jupiter capitolin et du sanctuaire de Fides publica, la divinité qui garantissait les traités internationaux. Ces témoignages importants de la fin de la République se rapportent en partie à l'action de Sylla, et à l'intervention de propagande qu'il mena sur le Capitole. Du côté opposé, s'élève la statue colossale de Fortuna, avec ses pieds et son bras, des éléments appartenant à la statue de culte du temple B du largo Argentina.

#### Statue d'Agrippine la Jeune en prêtresse

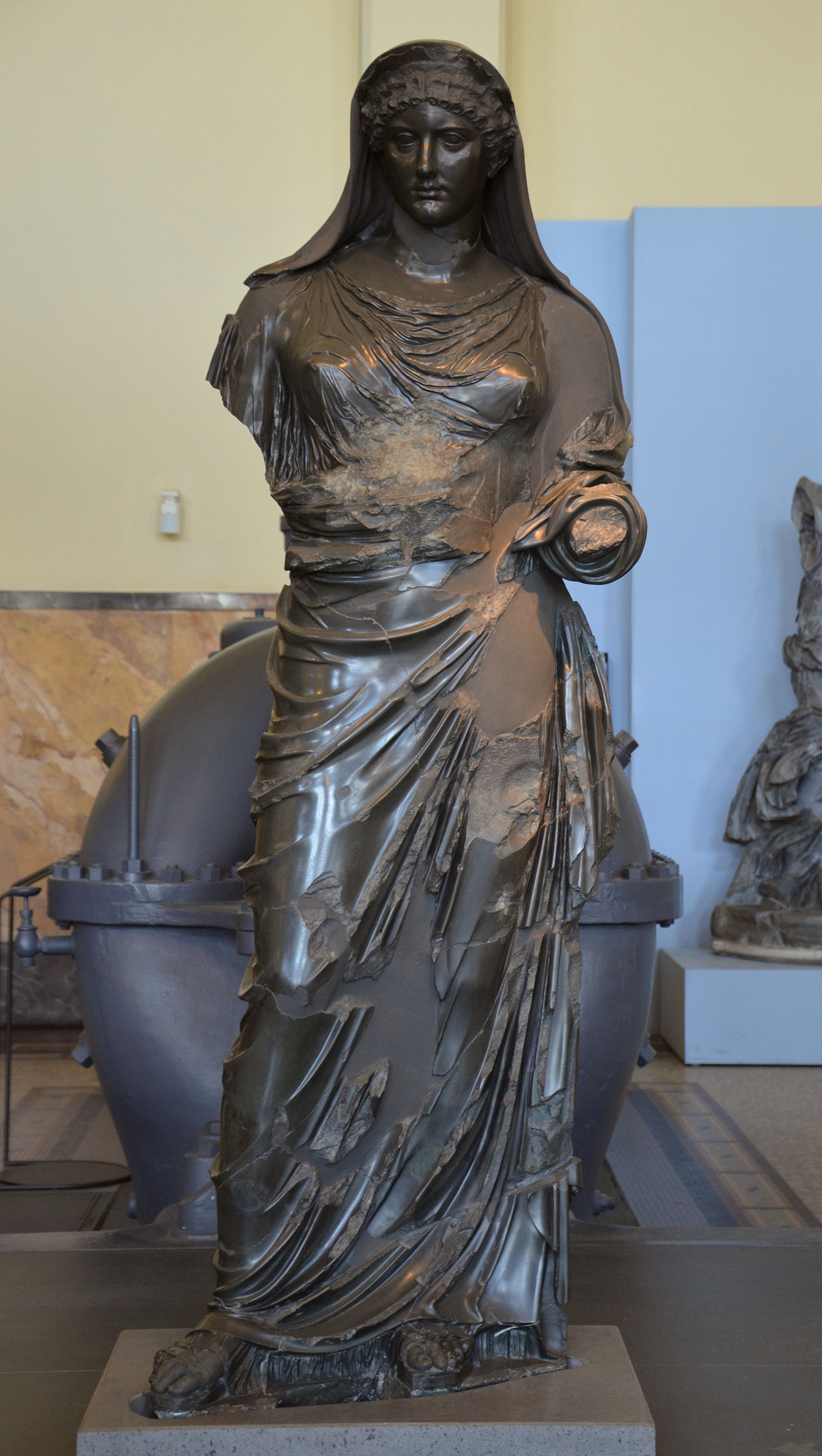
Statue d'Agrippine la Jeune en prêtresse.

La statue d'Agrippine la Jeune représentée en prêtresse, qui faisait probablement partie du décor de la cella du Temple du Divin Claude sur le Cælius, devait faire partie d'un programme unitaire tendant à exprimer une politique de régime coïncidant avec l'arrivée au pouvoir, après la disparition de Claude (empereur romain), de sa nièce devenue sa femme, Agrippine, et de Néron, fils du premier lit de l'impératrice. L'appartenance d'une tête conservée à Copenhague, ici reproduite par un moulage, permet d'identifier le personnage.
Cette statue, qui s'inspire de modèles de la fin du Ve et du début du Ive siècle av. J.-C., a été réalisée en basanite, une arénaire d'origine égyptienne particulièrement prisée, souvent utilisée pour représenter des personnages de la famille impériale.

#### Fronton du temple d'Apollon Sosianus

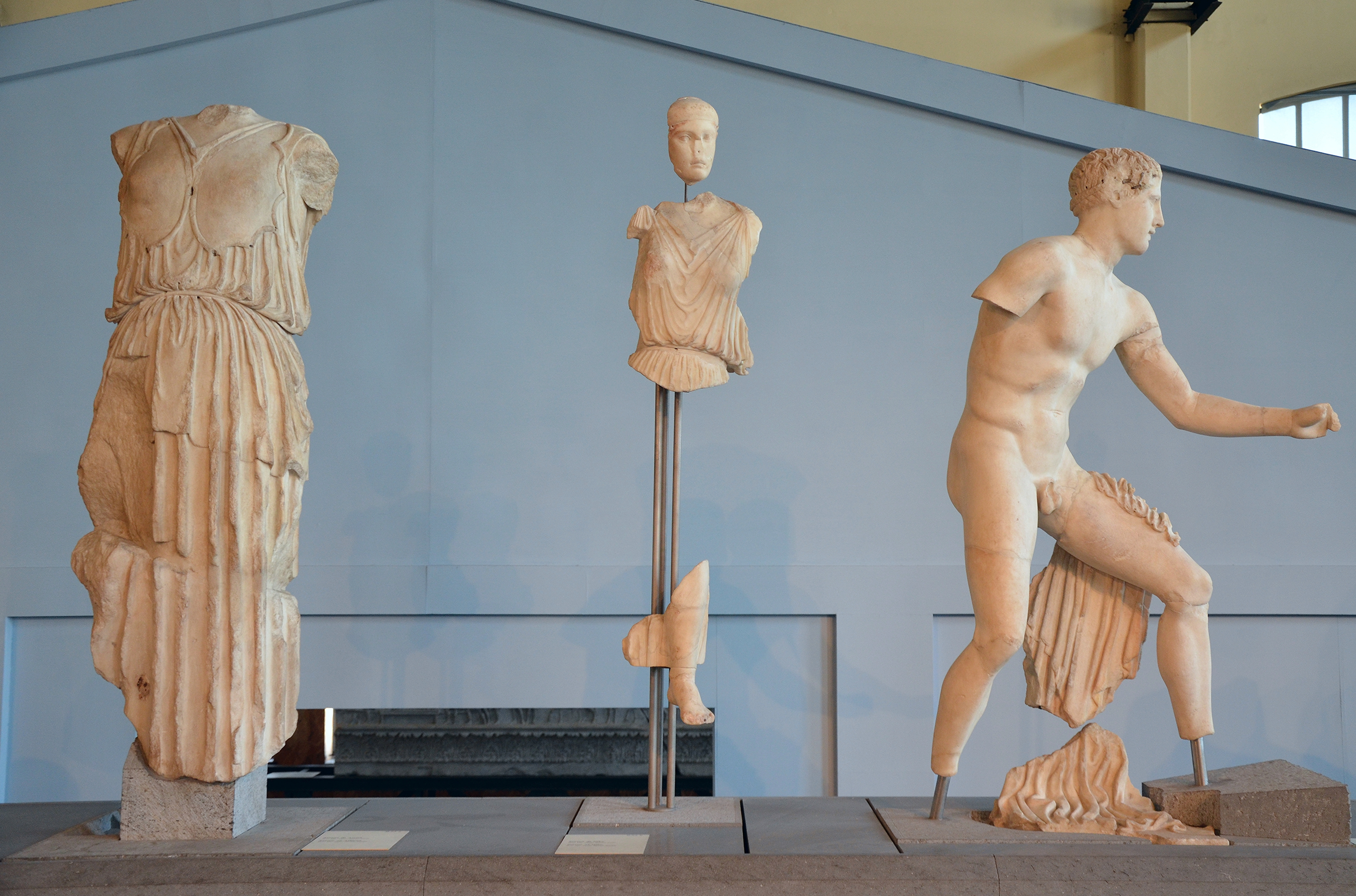
Reconstitution du fronton du temple d'Apollon Sosianus.

La scène de bataille entre Grecs et Amazones a pu être interprétée comme le neuvième des travaux d'Héraclès, imposé au héros par le roi Eurysthée : sa fille, Admète, convoitait la ceinture (symbole de la suprématie pendant la guerre) qu'Hippolyte, reine des Amazones, avait reçue de son père Arès en signe de supériorité sur le peuple féroce de femmes guerrières. Héraclès, assisté par le héros athénien Thésée et par un groupe de volontaires, s'était embarqué sur l'île de Páros pour la terre lointaine des Amazones, Themyscira, sur les côtes de la mer Noire, pour accomplir sa mission. Au centre, Athéna assiste au combat, en tant que protectrice des Grecs ; à sa gauche, une Niké a placé la couronne de la victoire sur la tête de Thésée, représenté au moment où il attaque une Amazone à cheval. À la droite d'Athéna se trouve Héraclès qui se dirige vers Hippolyte, dont n'est conservé que le torse jusqu'à la taille, soulignée par des petits trous où étaient fixée la ceinture en bronze. Derrière elle, une seconde Amazone à cheval s'apprête à fondre sur un guerrier grec agenouillé. Le corps d'un grec tombé au combat, du côté gauche du tympan, ferme la composition.
Ce groupe de fronton est une œuvre grecque datable entre 450 et 425 av. J.-C., crée en milieu athénien ou, en tout cas, philo-athénien, comme le montre le rôle privilégié réservé à Athéna et à Thésée. Ces statues décoraient peut-être le fronton du temple d'Apollon Daphnephóros à Érétrie, d'où elles auraient été portées à Rome pour être réinstallées dans le temple d'Apollon Medicus, près du théâtre de Marcellus, que Caius Sosius restaura en l'honneur de l'empereur Auguste.

#### Monument dit de Bocchus du Capitole
Ce type de représentation avec armes et trophées se rapporte à un grand triomphe militaire. Pour des raisons stylistiques, et du fait de l'utilisation d'une pierre grise, peut-être d'origine africaine, ce monument votif a été interprété comme une dédicace exprimant le soumission officielle de Bocchus, roi de Maurétanie, au pouvoir de Rome et, plus spécifiquement de Sylla. Le grand général romain, vainqueur de Jugurtha, est ainsi célébré sur le Capitole.

#### Statue de culte de la Fortune huiusce diei, du largo Argentine

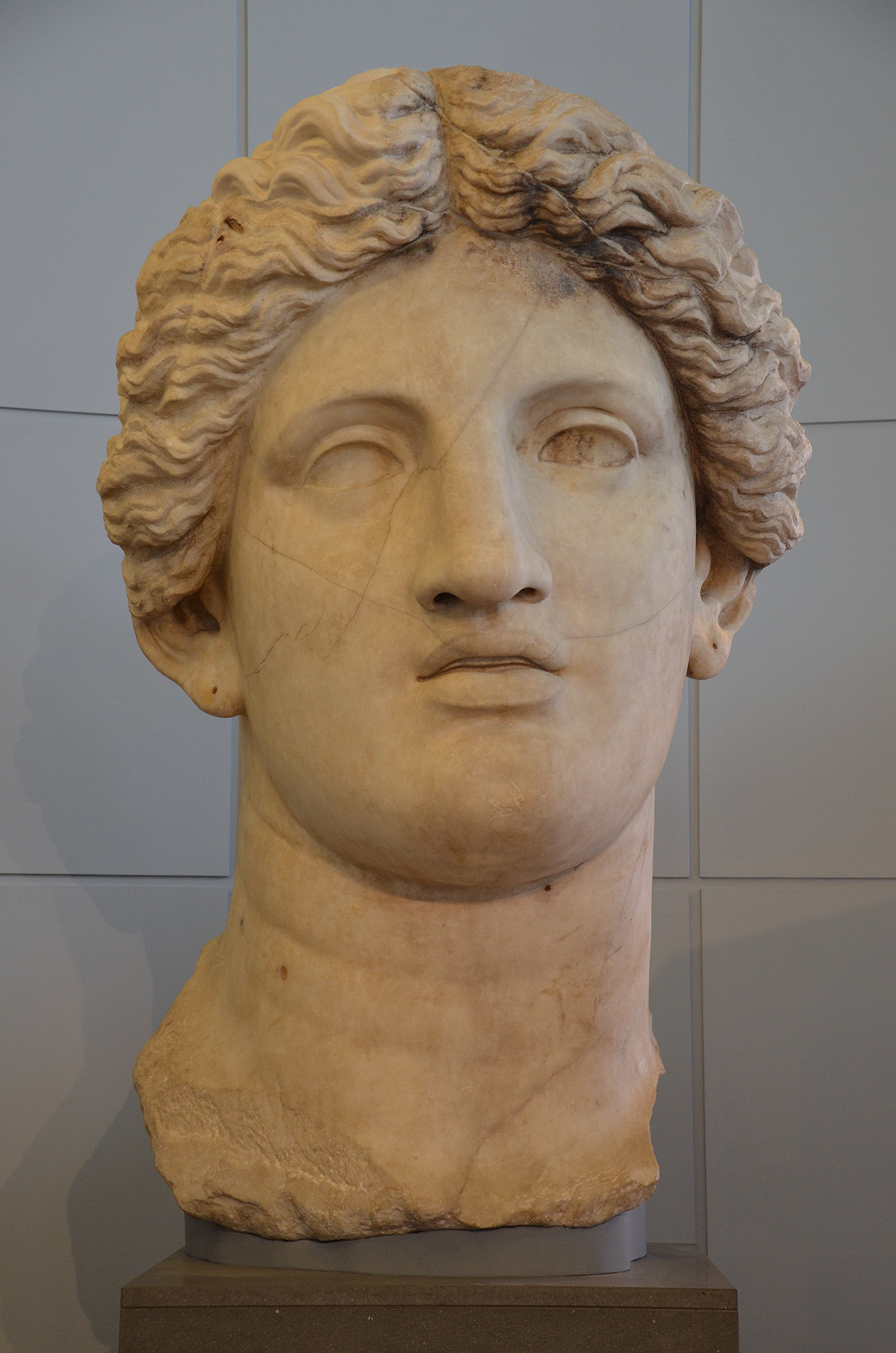
Tête colossale de Fortune Huiusce Diei.

Seuls la tête, les pieds et le bras droit subsistent de cette figure conçue selon la technique de l'acrolithe, les parties nues en marbre, le reste en bois recouvert de bronze. L'image de culte a été reconstituée comme étant debout, avec la corne d'abondance dans une main : ses dimensions lui permettraient d'atteindre 8 mètres de haut, ce qui correspond aux proportions du temple rond du largo Argentina, dédié en 101 av. J.-C. par Quintus Lutatius Catulus (consul en -102) après sa victoire sur les Cimbres. Cette œuvre s'inscrit stylistiquement pleinement dans le courant classicisant de cette époque, et peut être attribuée à Scopas le Jeune, un artiste grec qui était alors actif à Rome.

#### Antinoüs

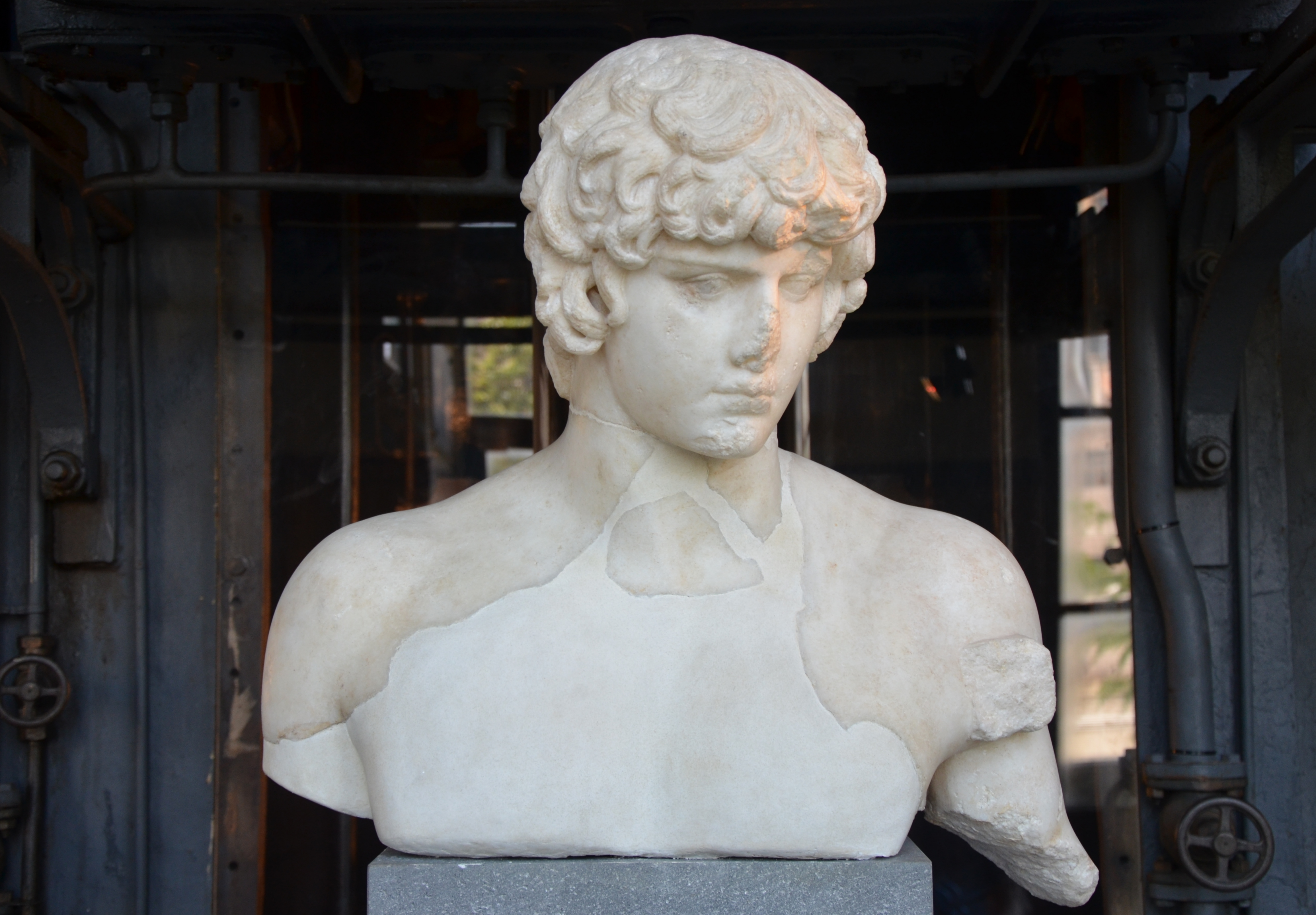
Statue of Antinoüs-Apollon de la Via dei Fori Imperiali.

Le jeune favori de l'empereur Hadrien est représenté sous les traits d'Apollon, dans une statue provenant d'une résidence privée découverte pendant les travaux de terrassement de la via dei Fori Imperiali, la villa Rinaldi.
La statue peut être attribuée à un grand artiste de la fin du règne d'Hadrien qui a repris un modèle grec du Ve siècle pour une image idéalisée d'Antinoüs-Apollon. Une touche délicate avec des effets de clair-obscur exalte le contraste entre l'incarnat et la chevelure aux boucles légèrement ondulées.

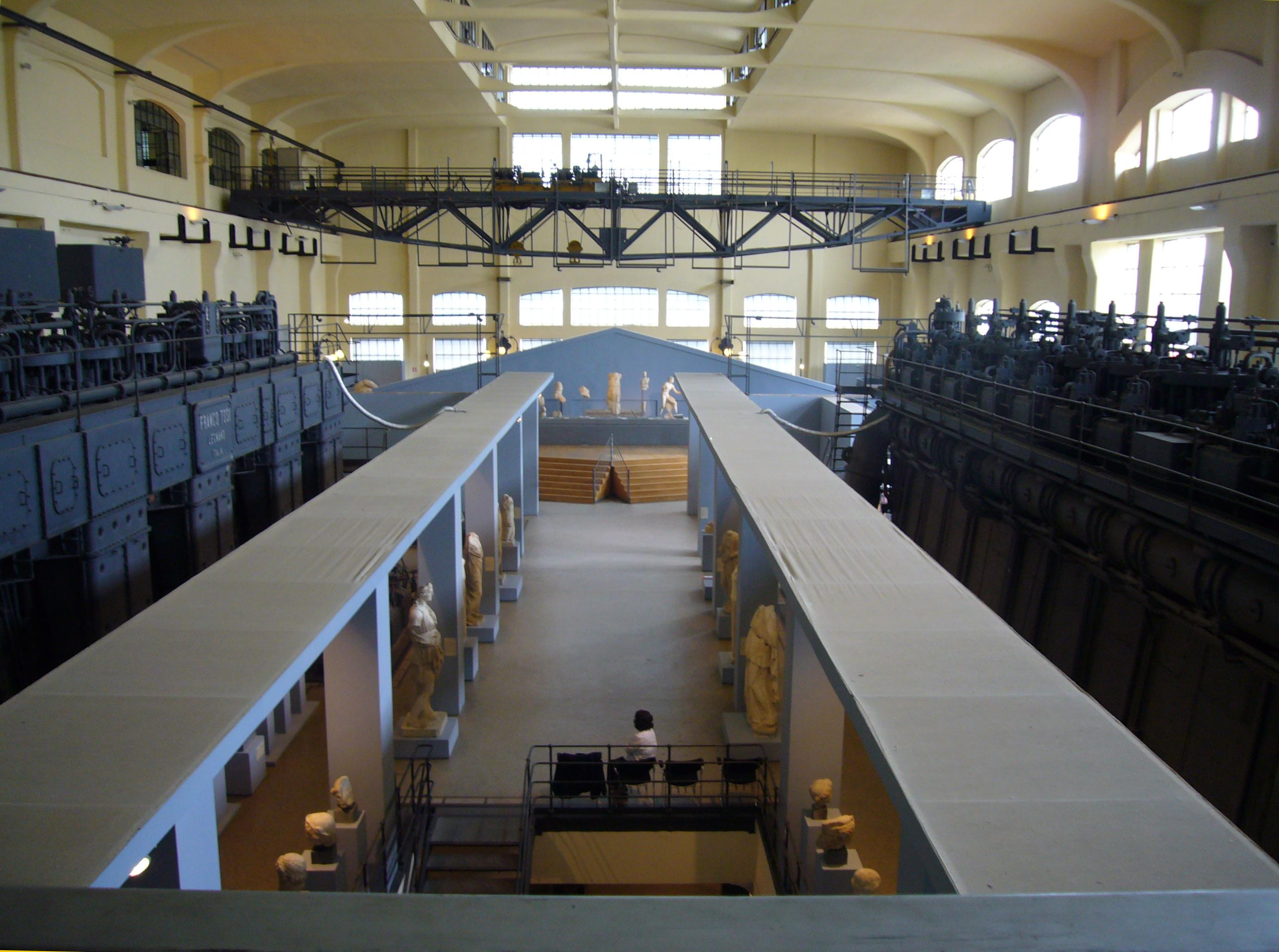
Vue de la salle des machines ; au fond, la reconstitution du fronton du temple d'Apollon Sosianos
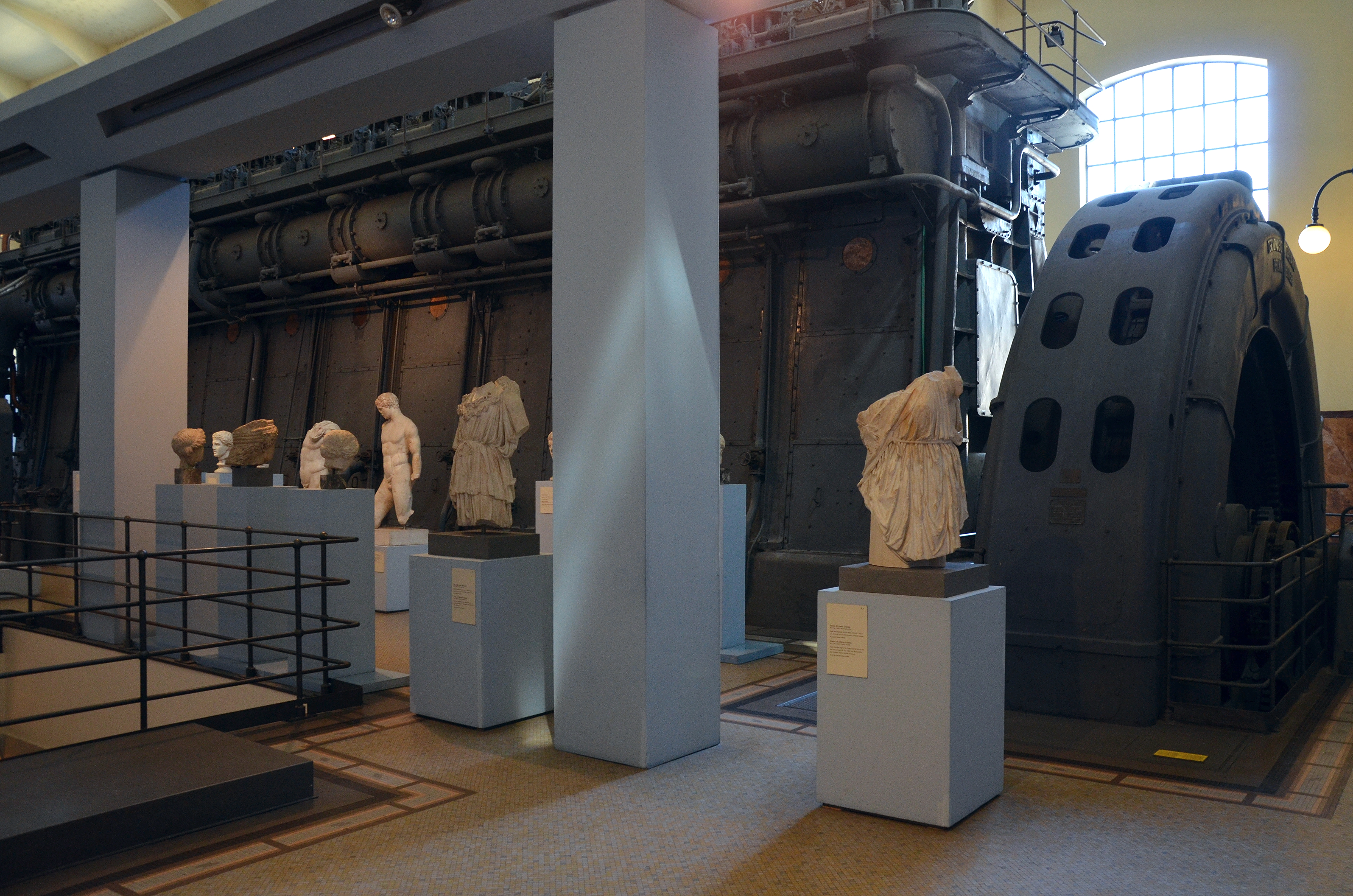
Salle des Machines
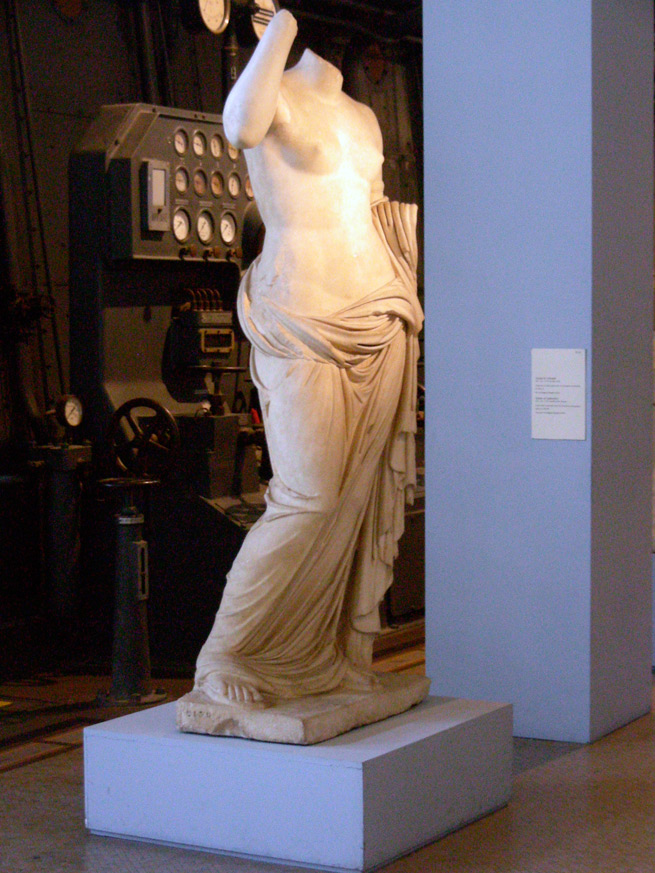
Aphrodite, de type "d'Arles"
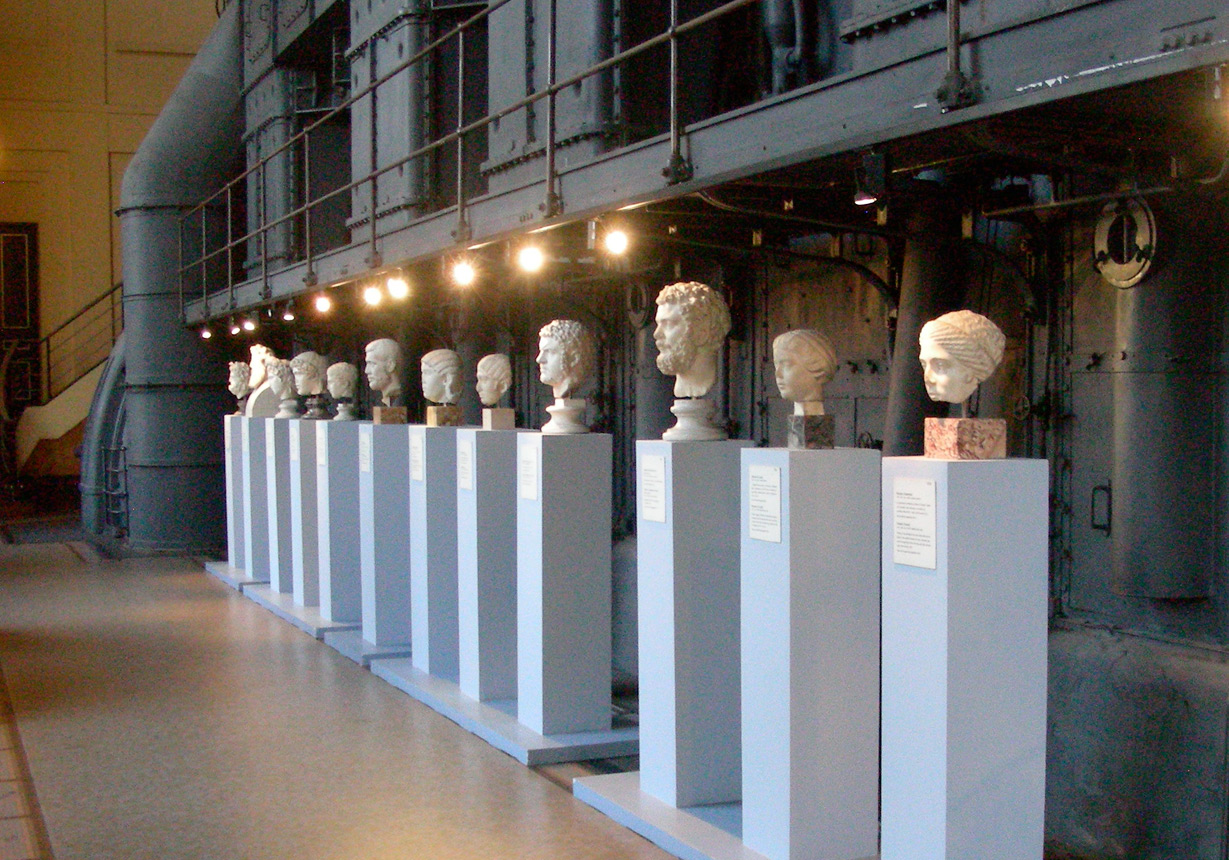
Salle des Machines

### Salle des chaudières

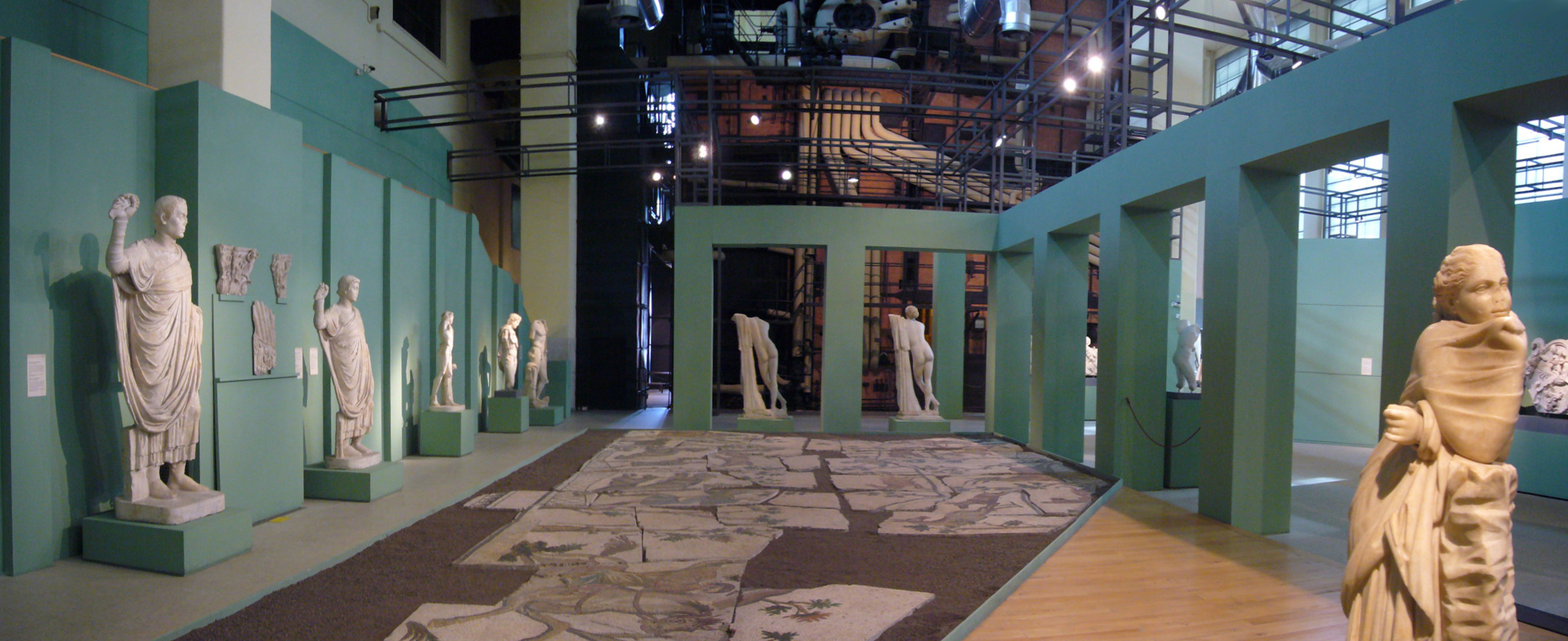
Salle des chaudières.

Une seule des trois chaudières que renfermait cette salle en occupe encore le fond, se dressant sur une hauteur de plus de 15 mètres et donnant l'impression d'une toile de fond futuriste formée de briques, de tuyaux, de passerelles et d'échelles de métal. Le charbon conservé dans les magasins situés aux étages supérieurs parvenaient dans l'immense chambre de combustion par des tuyaux oscillants reliés au plafond et à la chaudière.
En créant un violent contraste, l'exposition des statues contribue à exalter la sensualité de certaines statues féminines ou le modèle puissant des corps masculins, ou encore la délicatesse du dessin des fontaines et des objets décoratifs.
Les thèmes illustrés dans cette salle reflètent différents aspects étroitement liés à la sphère privée, en reconstruisant le programme décoratif de grandes villas nobiliaires, les horti, expression monumentale aux confins du public et du privé, qui apparait comme une transformation d'urbanisme profonde. La naissance d'immenses villas privées qui venaient enfermer, dans une ceinture verte, le centre monumental de la ville, est l'expression de l'œuvre de réhabilitation urbaine effectuée entre la fin de l'époque républicaine et le règne d'Auguste. Les Jardins de Salluste et les jardins Liciniani exaltent la grandeurs de leurs propriétaires au travers d'un imposant système décoratif que tous pouvaient admirer, même de l'extérieur. Ces résidences étaient conçues comme les palais des grands dynastes hellénistiques .

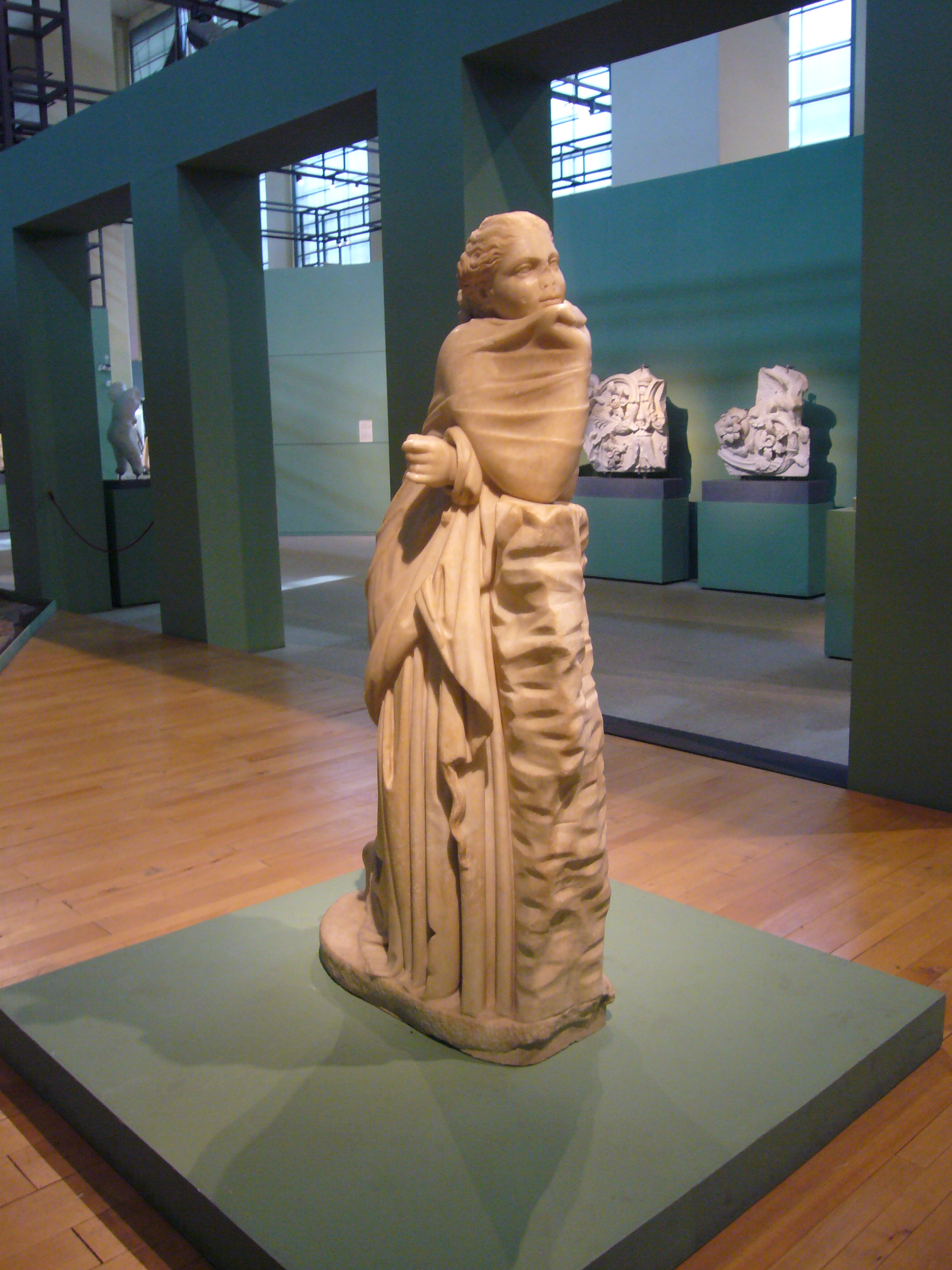
Polymnie.

Le développement de ces jardins a été continu pendant l'époque impériale, et atteint encore à la fin de l'Antiquité des moments de grande splendeur, comme en témoignent les découvertes des Jardins Liciniani près de l'église Santa Bibiana avec des statues de magistrats représentés en train de donner le départ de courses de cirque, et une immense mosaïque polychrome à scènes de chasse au sanglier et capture d'animaux sauvages.

#### Statue de Polymnie
Représentée dans une pose songeuse et pensive, complètement enveloppée dans son manteau, et appuyée à un éperon rocheux, la jeune muse de la rhétorique, Polymnie, tenait un rouleau de papyrus, symbole de l'art qu'elle personnifiait.
Cette copie romaine d'époque antonine s'inspire du groupe des muses créé par Philiskos de Rhodes au IIe siècle av. J.-C. Le poli originel de l'œuvre est parfaitement conservé car la statue fut cachée, dans l'Antiquité, à l'intérieur d'une galerie souterraine.

#### Mosaïque à scène de chasse des Jardins Liciniani

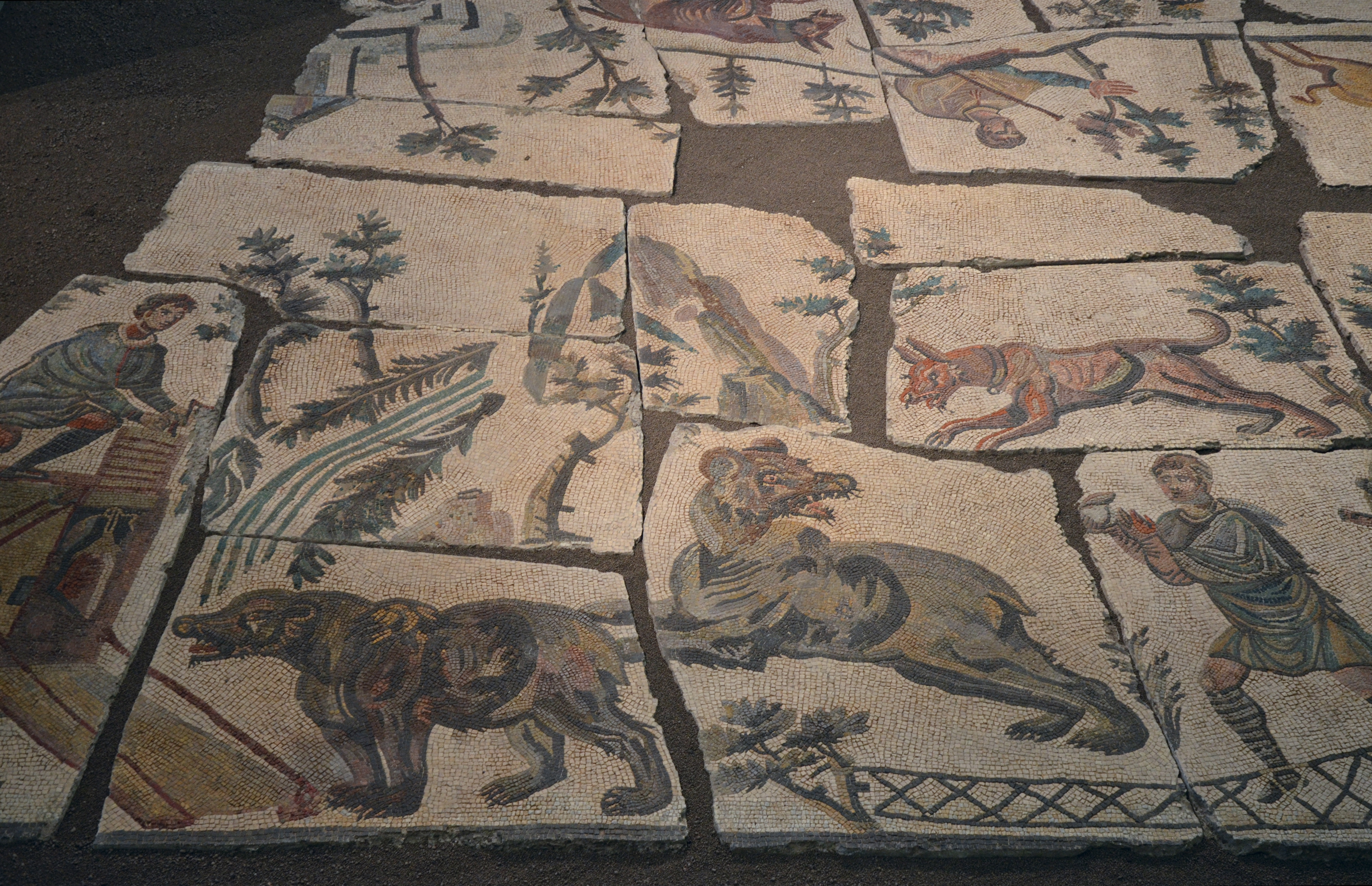
Mosaïque à scène de chasse des Jardins Liciniani.

Ce grand tapis de mosaïque a été mis au jour à proximité de l'église Santa Bibiana. Il décorait probablement un portique, et représente des scènes de capture d'animaux sauvages pour les jeux (Rome antique), et une chasse au sanglier.
Sur un fond blanc, interrompu par des indications de paysages schématiques, des groupes de chasseurs accompagnés de chiens en laisse dirigent leurs proies vers les pièges placés au fond d'enclos délimités par des filets. Ours et gazelles n'ont pas s'issue : un homme accroupi au-dessus de la cage à l'intérieur de laquelle pend, comme appât un jambon, est prêt à en faire retomber la porte. La chasse au sanglier est sanglante : le personnage principal de la composition, à cheval, a percé l'animal avec une longue lance.
Cette mosaïque peut être datée du début du IVe siècle.

#### Statue de magistrat
Vêtu d'un somptueux habit de cérémonie, ce magistrat donne le départ des courses du cirque en levant sa main droite pour lancer la mappa. Son visage reflète l'art du portrait théodosien des années entre le IVe et le Ve siècle av. J.-C..

#### Jeune fille assise

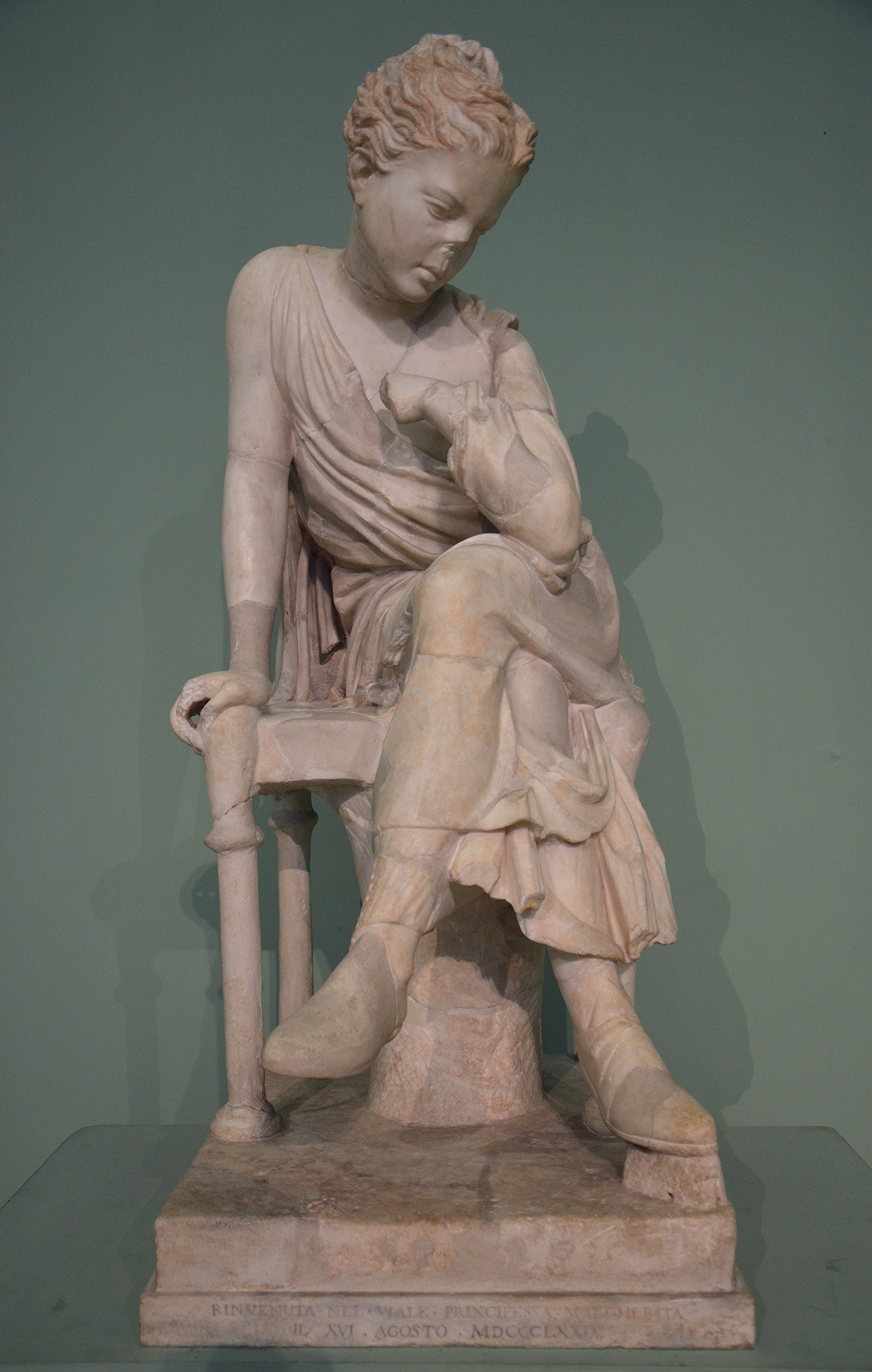
Jeune fille assise.

La jeune fille assise, qui faisait partie d'un ensemble décoratif des Jardins Liciniani, est une copie rare exécutée à l'époque d'Hadrien à partir d'un modèle hellénistique.